# Alexander Henderson (Mediziner)
Alexander Henderson (* 1780 in Aberdeenshire; † 16. September 1863 in Caskieben bei Inverurie) war ein schottischer Arzt und Buchautor.
Er studierte an der Universität Edinburgh Medizin und graduierte dort am 12. September 1803 zum Doktor, bevor er in London seine eigene Praxis eröffnete. Näher als die Medizin stand ihm jedoch die Literatur. Henderson war an der Erstellung der Encyclopædia Britannica und der Edinburgh Review beteiligt. Am 22. Dezember 1808 erhielt er vom Royal College of Physicians eine Lehrerlaubnis. 1804 übersetzte er Cabanis’ Coup d'œil sur les révolutions et la réforme de la médicine als auch die 1806 erschienene Sketch of the revolutions of medical science, and views relating to its reform. Weiterhin veröffentlichte er 1824 das 228-seitige Werk The History of Ancient and Modern Wines, in dem er Wein der Antike mit dem Wein seiner Zeit verglich und das noch heute in weiten Teilen als gültig angesehen wird. Seine Bewertungskriterien für Wein gingen 1855 als ein Entscheidungs-Bestandteil in die Bordeaux-Klassifizierung ein. Er versuchte in seinem Buch, die als „nicht zweckdienlich“ empfundene Weinsprache in Begrifflichkeiten zu bringen, „über [die] sich die Menschheit insgesamt einig ist“.

## Werke
- A Sketch of the Revolutions of Medical Science, and Views relating to its Reform, 1806.
- An Examination of the Imposture of Ann Moore, the fasting woman of Tutbury, 1813.
- The History of Ancient and Modern Wines, 1824.